# Менора (плес)
Менора или Манора (มโนราห์), понекад скраћено као Нора (โนรา) је традиционална сијамска позоришна, музичка и акробатска плесна представа која потиче из јужних региона Тајланда. Имајући сличне заплете преузете из прича из Јатака о Манохари, ова врста изведбе је повезана са Lakhon chatri (ละครชาตร), још један сијамски уметнички перформанс пореклом из централног Тајланда . Преко пет стотина година, Нора изводи се у центрима локалне заједнице у Тајланду и на храмским сајмовима и културним догађајима, а преноси се кроз обуку мајстора у домовима, организацијама заједнице и образовним институцијама. У Малезији, пракса Менора значајно је опао од када га је забранила влада Келантана, која ову врсту културног наступа сматра харамом ('забрањено')  због умешаности у политеизам.
2021. Нора је званично признат од стране УНЕСКО-а (Организација Уједињених нација за образовање, науку и културу) на Репрезентативној листи нематеријалног културног наслеђа човечанства.